# 주세페 카스틸리오네 (화가)
주세페 카스틸리오네(이탈리아어: Giuseppe Castiglione, 중국식 이름: 낭세녕(중국어 간체자: 郞世宁, 정체자: 郞世寧, 병음: Láng Shìníng 랑스닝[*]), 1688년 7월 19일 ~ 1766년 7월 16일)는 이탈리아의 예수회 선교사이자 화가이다. 이탈리아의 밀라노에서 태어나, 1715년에 선교사가 되어 청나라에 파견되었다. 강희제, 옹정제, 건륭제의 주목을 받았고, 선교사보다는 궁정 화가로서 50여 년간 활동하면서 청대 회화사에 큰 족적을 남겼다. 또한 원명원에 베르사유 궁전을 모방한 건물들을 설계하고 시공하는데 참여하였다.
카스틸리오네가 남긴 다량의 유화 작품과 서양식 투시법을 중국 전통 안료와 융합한 선법화 등은 당시 궁정을 중심으로 이루어진 중국과 서양의 회화 교류에 큰 영향을 끼쳤다. 중국의 전통화풍과 혼합된 서양화법은 궁정 화단을 중심으로 마진(馬晉)과 황족 출신 화가 부설재(溥雪齋) 등에게 계승되었고, 베이징을 중심으로 중국 근대 화단에까지 영향을 주었다.

## 생애

### 출생과 예수회 입문
카스틸리오네는 1688년 7월 19일에 이탈리아 밀라노의 산 마르첼리노(San Marcellino) 지방에서 태어났다. 그는 카를로 코르나라(1605년 ~ 1673년)의 제자가 되어 건축과 회화를 배웠다. 트리엔트(Trento)의 예수회 소속의 유명 화가인 안드레아 포초(1642년 ~ 1709년)의 영향을 받았다. 1707년에 예수회에 들어가 제노바를 여행하며 수련하였다. 당시 이미 화가로서 명성을 얻고 있었고, 예수회 교회의 벽화를 그리기 위해 초빙되었다. 1715년에 청나라로 가라는 지시를 받았고, 도중에 포르투갈 코임브라(Coimbra)와 마카오의 예수회 교회에서 벽화를 그렸다.

### 청의 궁정 화가로 활동

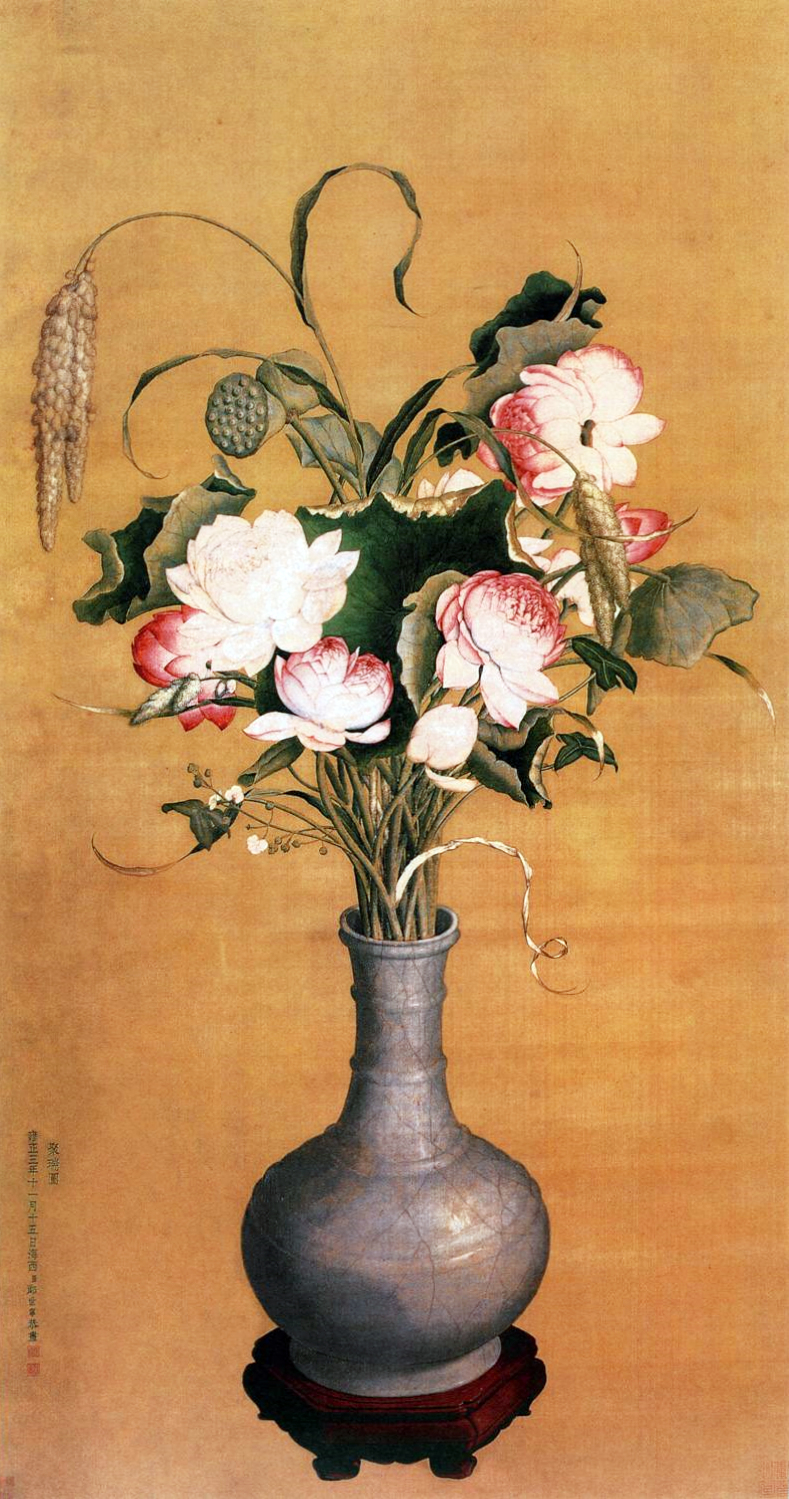
《취서도》

그는 마카오에서 중국어를 학습하였고, 중국에서 낭세녕이라는 이름으로 활동하였다. 강희제(재위: 1661년 ~ 1722년), 옹정제(재위: 1722년 ~ 1735년), 건륭제(재위: 1735년 ~ 1796년)의 주목을 받았고, 황실 용품 제작 기관이었던 조판처(造辦處) 내의 회화 제작 부서인 여의관(如意館)에 소속된 궁정 화가로 50여 년간 활약하였다. 이탈리아에서 기초를 닦은 서양화 기법을 바탕으로 중국에 와서 다시 중국화를 배웠고, 최초로 두 양식을 혼합한 새로운 형태의 그림을 만들어냈다. 중국에 선교사로 파견되었지만 선교사보다는 궁정 화가로서 활동하였고, 옹정제·건륭제 때에 그리스도교에 대한 박해에도 불구하고 황제의 총애 때문에 모면할 수 있었다.
1723년(옹정 원년) 《취서도》(聚瑞圖), 1724년(옹정 2년) 《숭헌영지도》(嵩獻英芝圖)와 1728년(옹정 6년) 《백준도》(百駿圖) 등을 그렸는데，초기 대표작들로 사실적인 서양 회화의 풍격을 보여준다. 여기서 중요하게 봐야 할 점 취서도이다. 궁정에는 수 많은 황실 화가가 있는데 옹정 원년에 낭세녕이 그렸다는 점이다. 이는 낭세녕의 회화적 기법에 답이 있다. 당시 청나라 화원에는 실물과 똑같이 그림을 그릴 수 있는 인물이 낭세녕 밖에 없었다. 또한 옹정제의 명에 따라, 중국의 궁정 화가 반달리사(斑達里沙), 팔십(八十), 손위봉(孫威鳳), 왕교(王珓), 갈서(葛曙)와 영태(永泰) 등에게 서양의 유화를 가르쳤다. 또한 옹정제의 이복형제인 이현친왕 윤상(怡賢親王 胤祥, 1686년 ~ 1730년), 과의친왕 윤례(果毅親王 胤禮, 1697년 ~ 1738년), 신정군왕 윤희(愼靖郡王 胤禧, 1711년 ~ 1758년) 등의 초상도 그렸는데, 그가 궁정 외부에서도 빈번이 활동하였으며 당시 만주 귀족 사이에서 유럽풍의 예술품을 감상하는 것이 유행하였음을 보여준다. 1735년에 연희요(年希堯)와 함께 안드레아 포초의 투시법에 관한 저술인 《Perspectiva pictorum et architectorum》를 번안하여 《시학》(視學)을 출판하였다.
옹정제의 뒤를 이어 즉위한 건륭제는 궁정 회화의 발전을 중시하였고, 강희제 때부터 궁정에 들어와 활약한 카스틸리오네를 중용하여서 궁정 화가 중에서 걸출한 인물로 성공하게 된다. 건륭제는 매일 그의 화실에 가서 작업하는 모습을 보았다. 프랑스 선교사 아미오(Jean-Joseph Marie Amiot, 중국명: 錢德明, 1718년 ~ 1793년)는 “선교사들이 베이징으로 온 이래 건륭제만큼 선교사들의 복무를 이용한 황제는 없었으며 건륭제만큼 선교사들을 혹사시킨 황제도 없었다”고 평한 바 있다. 1736년(건륭 원년)에 건륭제와 황후인 효현순황후, 그리고 11명의 후궁들의 초상화인 《심사치평도》(心寫治平圖)를 그리게 된다. 그가 그린 이백여 폭의 인물 초상 중에서 유명한 작품 중의 하나이다. 건륭제의 명에 의해서 원명원에 1747년(건륭 12년)부터 1759년(건륭 24년)까지 베르사유 궁전을 모방한 건물들을 설계하고 시공하는데 참여하였다. 이무렵 그는 원명원 공사와 관련하여 황실 원림을 관장하는 직무인 정3품 봉신원경(奉宸苑卿)에 오른다.

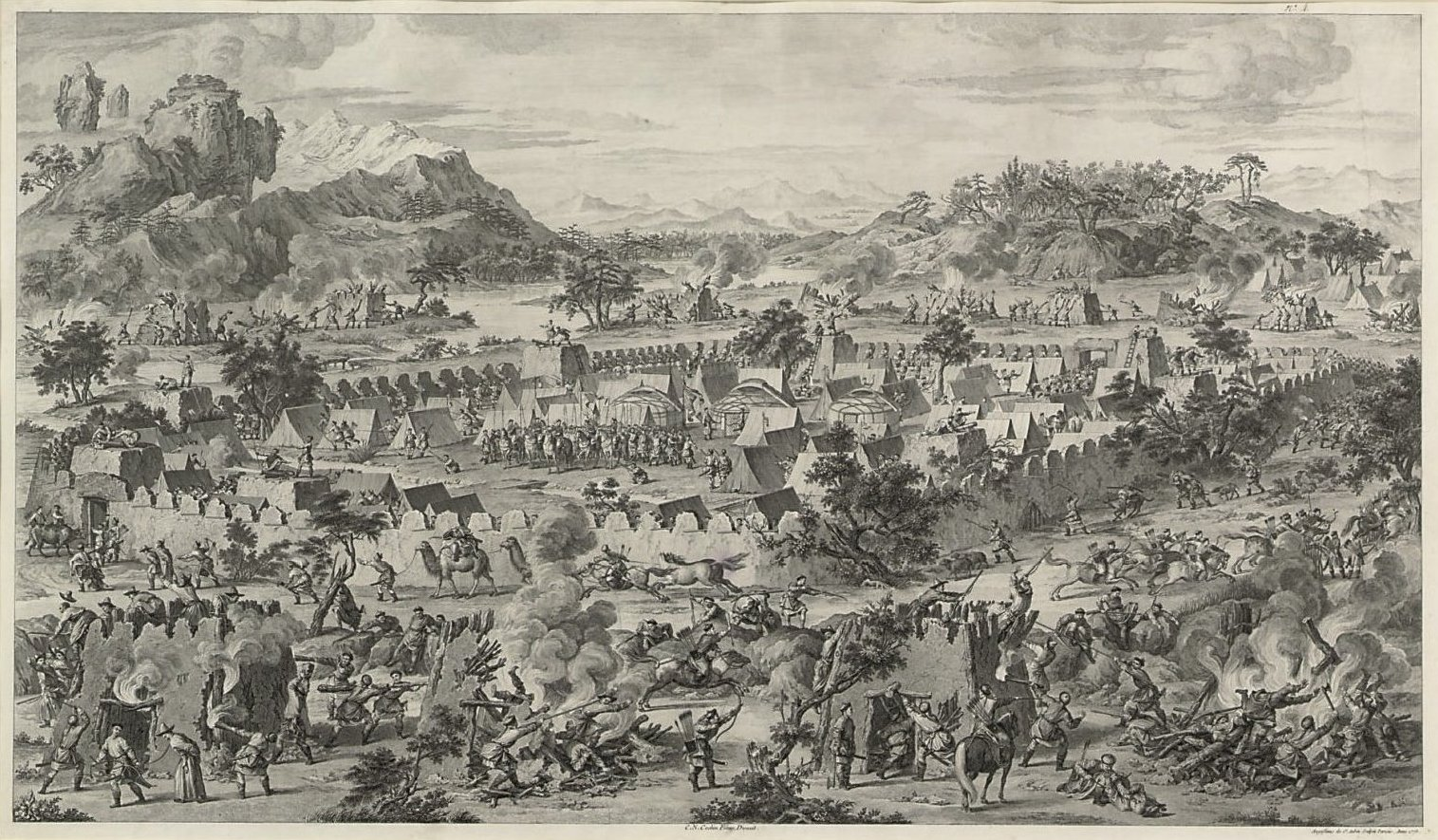
《평정서역전도》의 〈곽사고노극지전도〉

카스틸리오네는 궁정 화가로 활약하며, 수렵·연회·전쟁 등 건륭제 때의 중대한 사건들을 그림으로 제작한다. 강희제 때부터 백여 년간 청조는 서북의 몽고족·준가르·회족과 전쟁을 벌여왔고, 건륭제 때에 이들 부족들을 평정하게 된다. 1754년에 몽고족 수령들이 청조에 투항하자, 건륭제는 그와 아티레, 시켈바르트 등의 서양인 화가들을 청더의 피서산장으로 파견하여 몽고족 수령들의 초상을 제작하게 한다. 카스틸리오네는 다른 화가들과 공동으로 대형 역사화인 《건륭만수완사연도》(乾隆萬樹园賜宴圖, 중국 베이징 고궁박물원 소장)와 《건륭관마출도》(乾隆觀馬朮圖, 중국 베이징 고궁박물원 소장)를 그린다. 두 작품은 피서산장 내의 권아승경전(卷阿勝境殿) 동서 벽 위에 걸린다. 또한 그는 준가르와의 전쟁에서 전공을 세운 아유시(阿玉錫)를 치하하기 위해 그려진 《아옥석지모탕구도》(阿玉錫持矛蕩寇圖)와 서역 정복 전쟁의 영웅인 만주족 장군 마상(瑪瑺)의 전공 장면을 그린 《마상작진도》(瑪瑺斫陳圖, 중화민국 타이페이 국립고궁박물원 소장), 카자흐족이 청에 귀순하며 대완마를 진상한 사건을 묘사한 《합살극공마도》(哈薩克貢馬圖) 등을 제작하였다. 그리고 준가르와 회부(回部, 오늘날 신강성 위그르족 자치구)를 평정한 정복 전쟁을 묘사한 한 시리즈의 그림들이 동판화로 제작되었다. 카스틸리오네는 아티레, 시켈바르트, 다마센과 함께 동판화 연작인 《평정준갈이회부득승도/평정서역전도》(平定準噶爾回部得勝圖/平定西域戰圖, 중국 베이징 고궁박물원 등 다수의 박물관 소장)를 제작한다. 총 16장으로 이루어진 완성된 밑그림은 군기처에 제출되어 광동성 해관을 통해 프랑스 파리로 보내져 판화로 새겨지는데, 당시 유명한 동판화가 코친(C. N．Cochin)이 이 작업을 맡았다. 1765년(건륭 30년)에 조판처의 주관하에 시작되었던 동판화의 제작은 1774년(건륭 39년)에 만 10년의 시간이 걸려 완성이 되었고, 카스틸리오네가 사망한 후에야 중국으로 돌아왔다.

### 사망과 사후

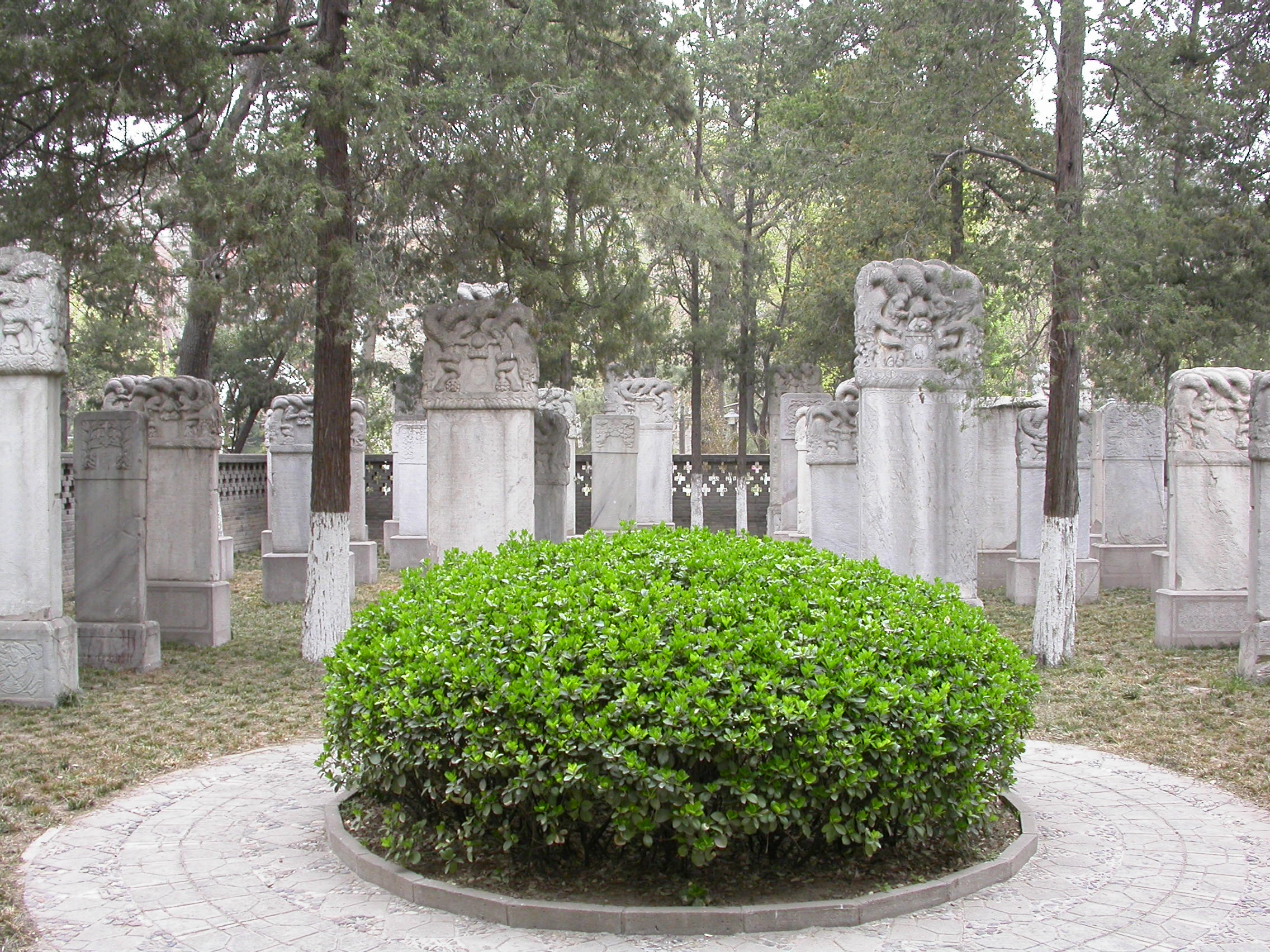
카스틸리오네의 무덤이 있는 승공책란

1757년에 건륭제는 카스틸리오네의 70세 생일을 맞아 축하 예식을 열어 주었다. 1766년(건륭 31년) 7월 16일에 베이징에서 사망하여, 베이징의 서양 선교사의 묘지인 승공책란(滕公柵欄)에 묻혔으며, 건륭제는 장례비용으로 은 3백량을 하사하였다. 생전에 관직이 정3품 봉신원경(奉宸苑卿)에 이르렀고, 사후에 시랑(侍郞)으로 추봉되었다. 《청사고열전》(淸史稿列傳)의 〈낭세녕전〉(郎世寧傳)이 그를 다룬 기록이다. 오늘날 중국 회화 경매 시장에서 카스틸리오네의 작품은 높은 가격에 매매되고 있다.

## 대표 작품

### 회화
카스틸리오네는 중국으로 오기 전에 빛의 효과가 강조된 바로크풍 벽화로 포르투갈의 코임브라 대학병원의 벽화와 제노바의 성당의 《성 이그나치우스에게 나타나신 예수 그리스도》 등을 그렸으며, 1721년에 베이징 천주교 동당(東堂)의 남북 두 벽에 각각 《십자가에 의지해 승리를 거두는 대제》와 《콘스탄틴대제 개선도》를 그렸다고 전해지지만 현재는 남아 있지 않다.
카스틸리오네의 기법은 이탈리아 르네상스 미술에 기반한 색, 원근법, 빛의 강조에 있었다. 그는 중국 회화의 전통적인 제재를 서양의 화법으로 표현하면서 음영과 입체감을 강조하였다. 특히 그가 사용한 음영법은 새로운 수법으로 중국 회화에 영향을 끼쳤다. 인물 고사, 초상, 동물, 화목, 산수에 능하였고 특히 말 그림으로 유명하였다. 대표적인 회화 작품으로는 《취서도》(聚瑞圖), 《백준도》(百駿圖), 《숭헌영지도》(嵩獻英芝圖), 《건륭대열도》(乾隆大閱圖), 《평정서역전도》(平定西域戰圖), 《심사치평도》(心寫治平圖) 등이 유명하다.

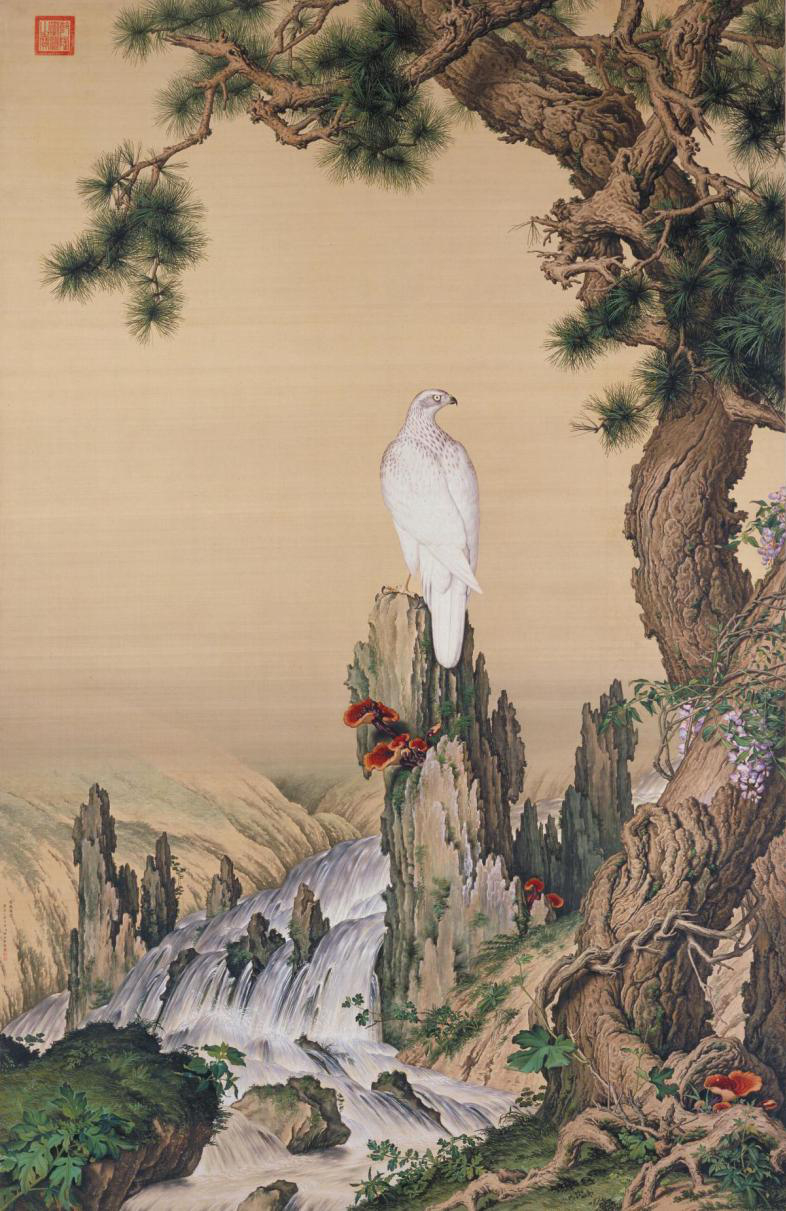
《숭헌영지도》 (嵩獻英芝圖)
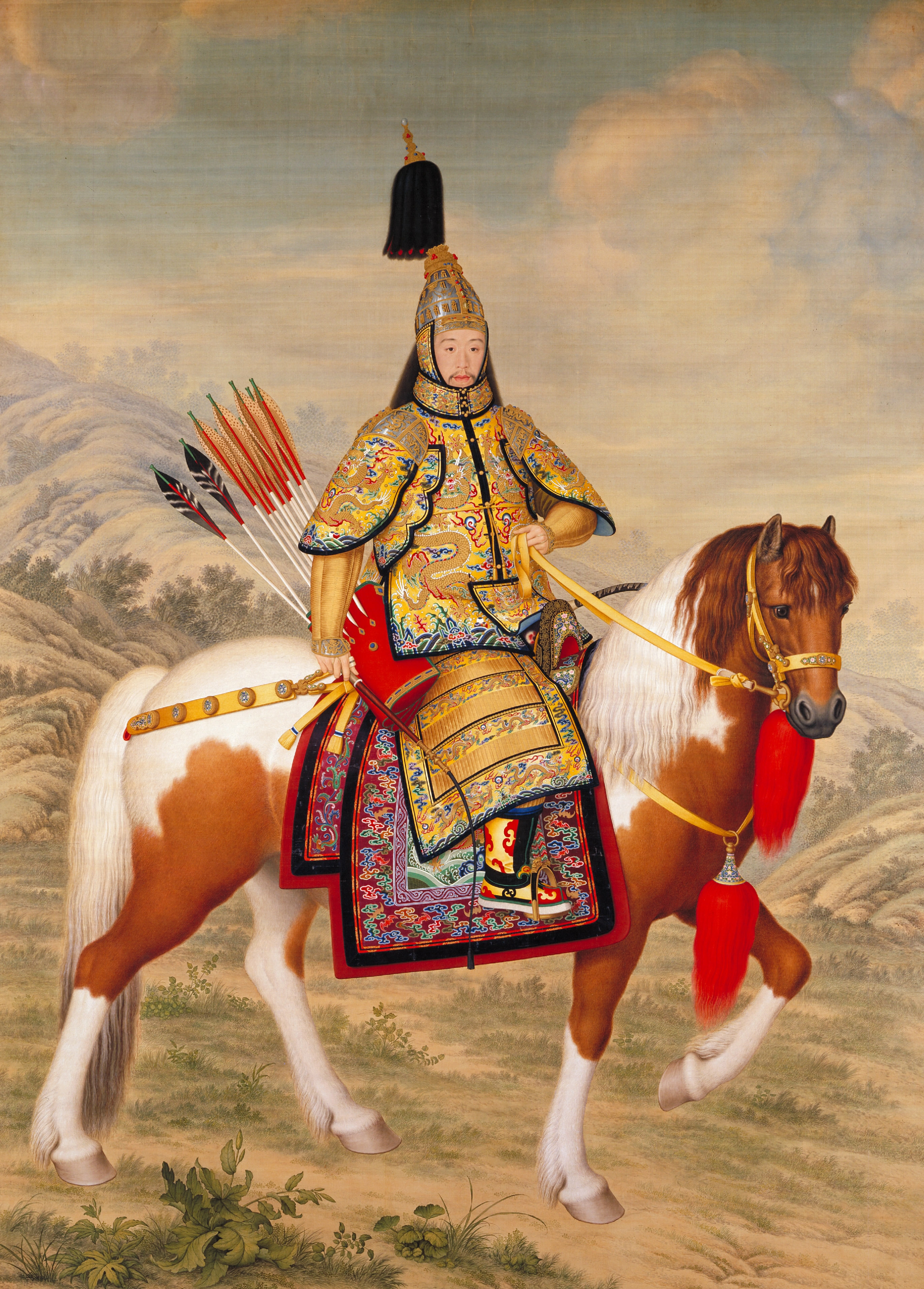
《대열개갑기마상》 (大閱鎧甲騎馬像)
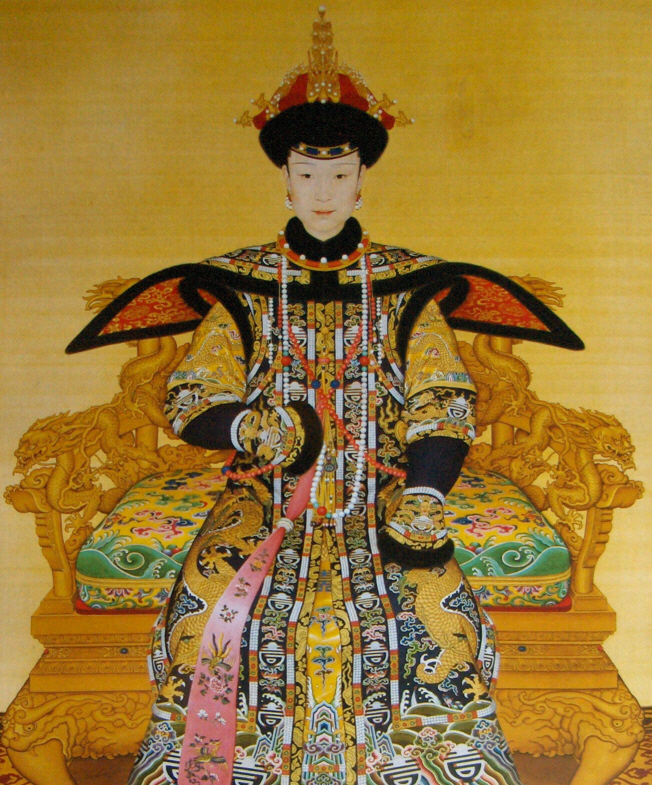
《효현황후조복전신상》 (孝賢皇后朝服全身像)
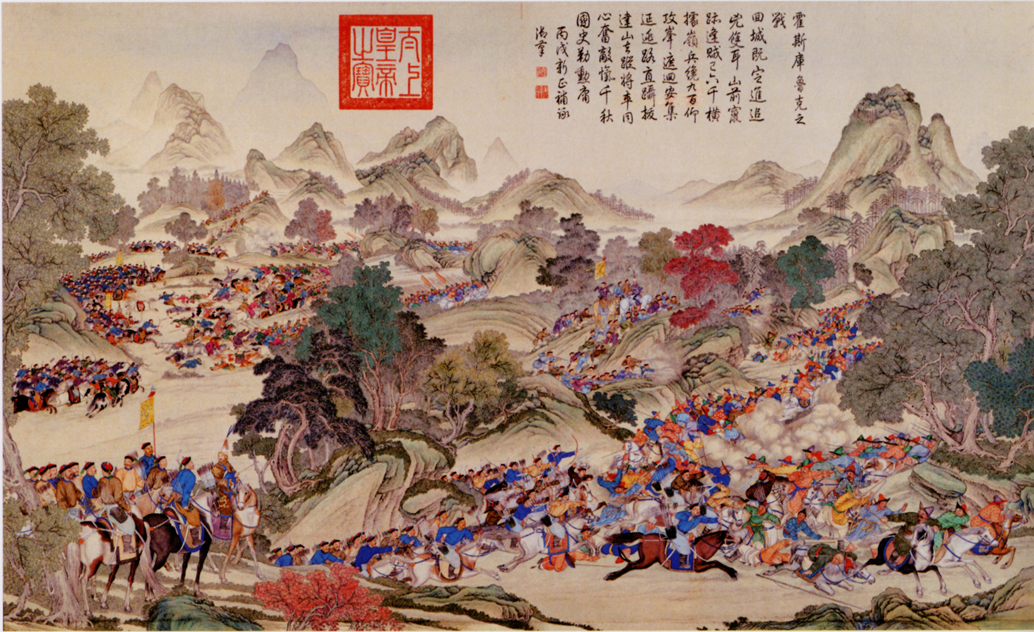
《곽사고노극지전도》 (霍斯庫魯克之戰圖)
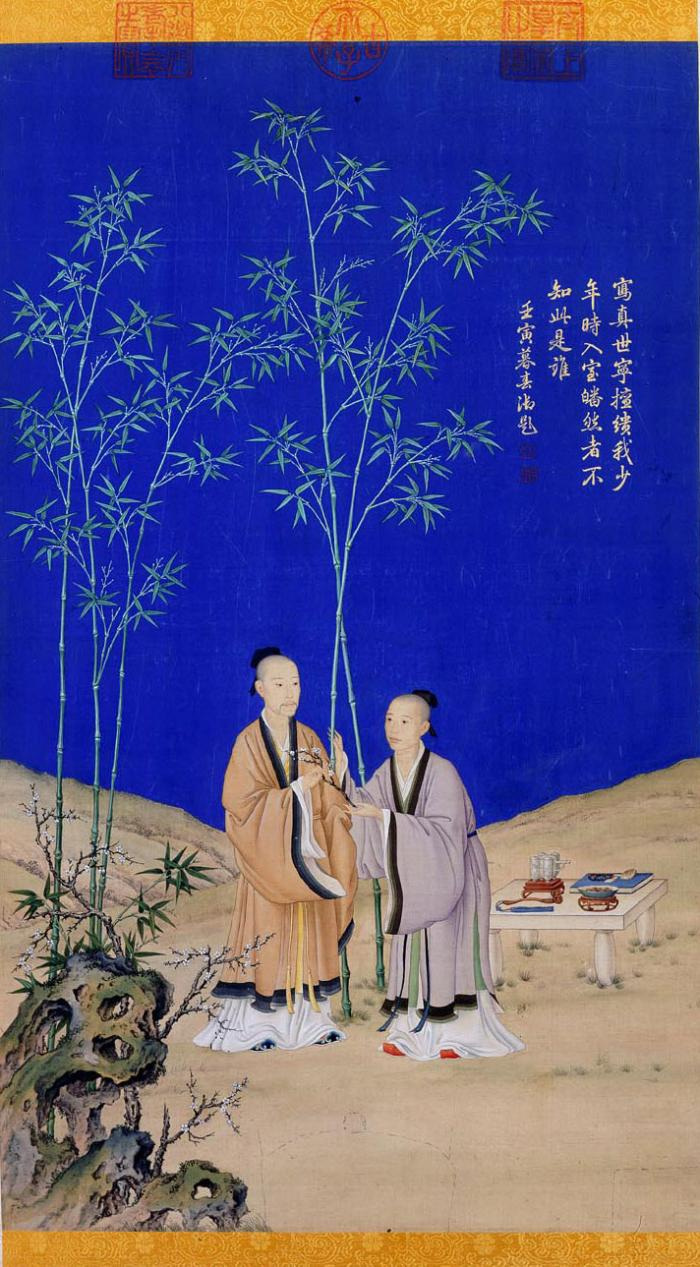
《평안춘신도》 (平安春信图)

#### 《숭헌영지도》
중국 베이징 고궁박물원 소장. 1724년(옹정 2년) 옹정제의 생일을 축하하기 위해 제작된 작품인데, 소나무·독수리·영지 등은 만수무강을 상징하는 중국 회화의 전통적 제재들이지만 화법은 서양의 것을 빌려 음영 효과와 입체감을 강조하고 있다.

#### 《백준도》
중화민국 타이페이 국립고궁박물원 소장. 1728년(옹정 6년)에 그려진 전형적인 초기 대표작의 하나이다. 이 그림에는 각각 다른 자세를 취하고 있는 100필의 말이 그려져 있는데 초원에 방목하여 휴식을 취하고 있는 모습이다. 서양화의 원근법을 사용하여 화면에 넓고 깊은 공간을 만들고 있으며 세부 표현도 사실적이고 정교하다. 전체적으로 중국 전통 회화의 기법에 서양의 음영 투시법과 서양화 안료를 더하여 중국과 서양의 취향이 함께 녹아 있는 화면을 만들어 내고 있다. 그림 중의 말과 인물, 나무와 흙둔덕은 모두 빛의 명암을 응용하여 대상을 입체적으로 표현하고 있지만 소나무의 솔잎과 나무껍질, 풀잎 등은 윤곽선을 먹으로 그리고 바위와 흙둔덕 등의 표현에는 준법(皴法)과 같은 중국의 전통 수법을 같이 사용하고 있으며 또 말이나 나무의 음영 표현도 중국 전통의 선염 방식으로 완성하였다.

#### 《심사치평도》
미국 오하이오주 클리블랜드 미술관 소장. 1736년(건륭 원년) 건륭제와 황후, 그리고 11명의 후궁들의 초상화이다. 조지 뢰어는 양식으로 보아서 처음의 10작품은 카스틸리오네의 필치이고, 후궁을 그린 나머지 셋은 중국 화가의 작품으로 보았다.

#### 《대열개갑기마상》
중국 베이징 고궁박물원 소장. 1739년(건륭 4년)에 그려진 전성기의 작품으로, 완전 무장을 한 채 말에 올라 남원(南苑)에서 열리는 팔기군의 열병식에 참석하려는 건륭제의 만주족 대칸(大汗)으로서의 모습을 그렸다. 그림은 탈부착이 가능한 이동식 그림인 첩락(貼落)으로 제작되어 왕실 수렵장인 남원 행궁의 벽에 걸려 있었다.

#### 《아옥석지모탕구도》
중화민국 타이페이 시 국립고궁박물원 소장. 1755년 청조와 대치하였던 준가르(중국어 간체자: 准噶尔, 정체자: 準噶爾)와의 전쟁 중 칼무크(Kalmuk) 몽고족 출신인 아유시(阿玉錫)가 20여 명의 몽고 병사를 이끌며 준가르의 수령 다와츠(達瓦齊)를 생포하는 군공을 올리자, 1755년 7월 20일 카스틸리오네로 하여금 아유시의 초상 1폭을 그리게 하였다.

#### 《합살극공마도》
프랑스 파리 기메 박물관 소장. 준가르의 위협하에 있던 카자흐족(중국어 간체자: 哈萨克, 정체자: 哈薩克)이 건륭제의 서북정벌로 준가르가 복속하자 청나라에 귀순의 뜻을 전하면서 8마리의 대완마를 진상하였다. 이를 기념하기 위해 1757년에 제작된 그림이다. 말과 인물들의 얼굴이 사실적인데 반해 관복은 전통적 필법으로 그려졌다.

#### 《건륭대열도》
팔기군의 열병식에 참석하려는 건륭제를 묘사한 작품으로 〈행궁〉(幸宮)과 〈열진〉(列陳), 〈열진〉(閱陳), 〈행진〉(行陳) 등 모두 4폭으로 이뤄진 연작 그림이다. 2번째 그림인 〈열진〉(列陳)은 베이징 고궁박물원이, 3번째 그림인 〈열진〉(閱陳)은 중국인이 개인 소장하고 있으며, 첫 번째 그림인 〈행궁〉은 행방이 알려지지 않고 있다. 2011년 3월 프랑스 남부 도시 툴루즈 경매 시장에 4번째 그림인 〈행진〉이 매물로 나왔다. 〈행진〉의 경우 폭 69cm, 길이 24ｍ의 긴 화폭에 묘사된 인물만 9천 명에 이르고 등장인물의 묘사가 정교해 소장 가치가 높다는 평가를 받았다. 진행된 경매에서 2210만 유로(약 348억 원)에 중국인 사업가가 낙찰 받았다.

### 건축

#### 원명원의 서양루
카스틸리오네는 건륭제 때 원명원(圓明園)에 서양풍의 건물을 설계하는데 참여한다. 원명원은 1707년(강희 48년) 강희제가 제4황자 윤진에게 하사한 별장이다. 윤진이 옹정제로 즉위한 이후 1725년(옹정 3년) 매년 정월이면 시무식을 겸해 이곳에 머물렀다. 이후 건륭 · 가경 · 도광 연간에 걸친 150년 동안 황제들은 원명원에 제각각 건물을 짓고 골동서화와 보물을 열심히 채웠다. 건륭제 때에 원명원의 동쪽으로 장춘원(長春園), 남동으로 기춘원(綺春園, 후에 만춘원(萬春園)으로 개칭)이 건설되었다. 원명원·장춘원·기춘원을 총칭하여, 광의의 원명원이 된다.
건륭제는 루이 14세가 보내온 가브리엘 페렐(Gabriel Pérelle, 1602년 ~ 1677년)의 《프랑스의 아름다운 건물들》과 《프랑스 도시와 보스케 및 분수를 포함한 베르사이유 궁전의 설계도·단면도·입면도》의 동판 삽화를 보고 흥미를 느꼈고, 1747년(건륭 12년)부터 1759년(건륭 24년)까지 서양 선교사를 동원해 베르사유 궁전을 모방한 건물들을 지었다. 이 건물들은 본래 바로크 양식의 건축인 베르사유 궁전을 모방하여 지어진 것이지만 곡선적 외양과 건물에 가해진 장식성은 로코코 양식이라 할 수 있다. 카스틸리오네는 다른 예수회 선교사들과 함께 설계와 건립 작업에 주도적으로 참여하였다. 그가 설계·감독한 서양루(西洋樓)는 바로크식 대리석주로 된 누각 위에 중국 전통 전각을 올리고 오색 유리 기와를 얹었는데 보기에 웅장하고 매우 독창적이었다. 서양루는 중국 최초의 인공 분수가 설치된 곳이기도 하다. 예수회 선교사 브노아가 고안한 분수 중 가장 인상적인 것은 해안당(海晏堂)의 시계 분수였는데 중국 전통에서 시간과 방위를 상징하는 12마리의 동물상이 차례로 입에서 물을 뿜으면서 매시 시간을 알렸다고 한다. 건륭제는 카스틸리오네에게 원명원 안에 여의관(如意館)이라는 화실을 지어 주었다. 그러나 원명원은 1856년(함풍 6년)에 발발한 제2차 아편전쟁 때 프랑스·영국 연합군이 침입하여 철저하게 약탈당하고 파괴되어 폐허가 되었다.

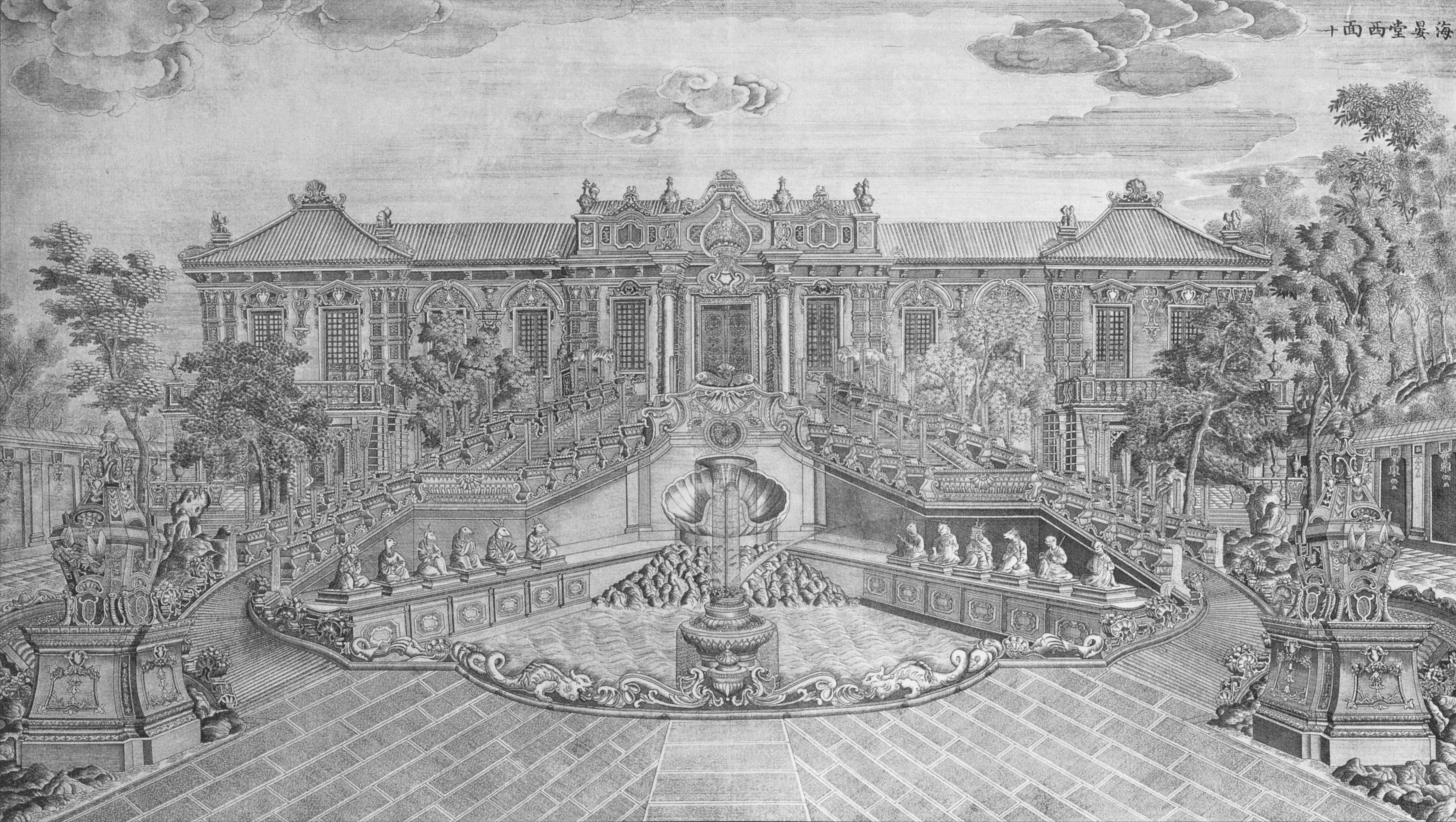
해안당 동판화
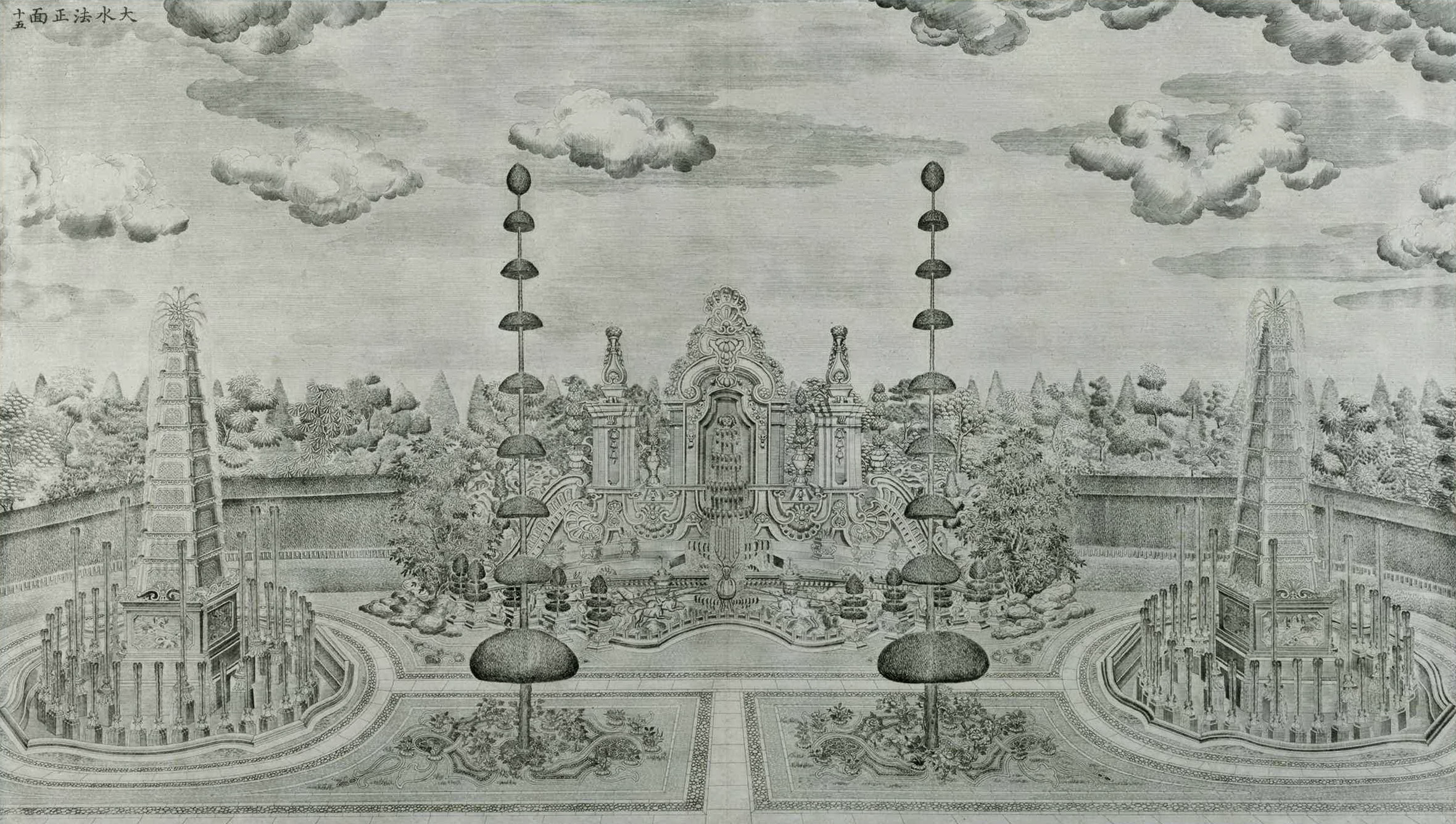
대수법 동판화
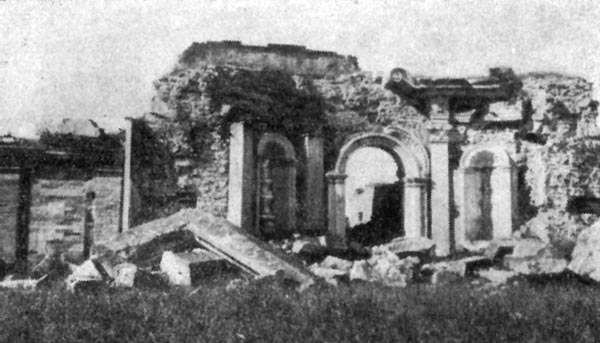
파괴된 서양루
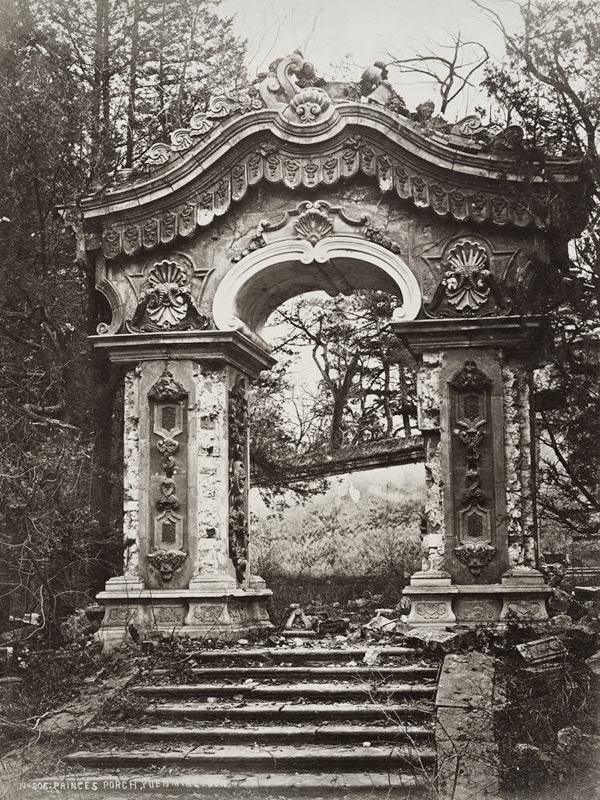
서양루 석문
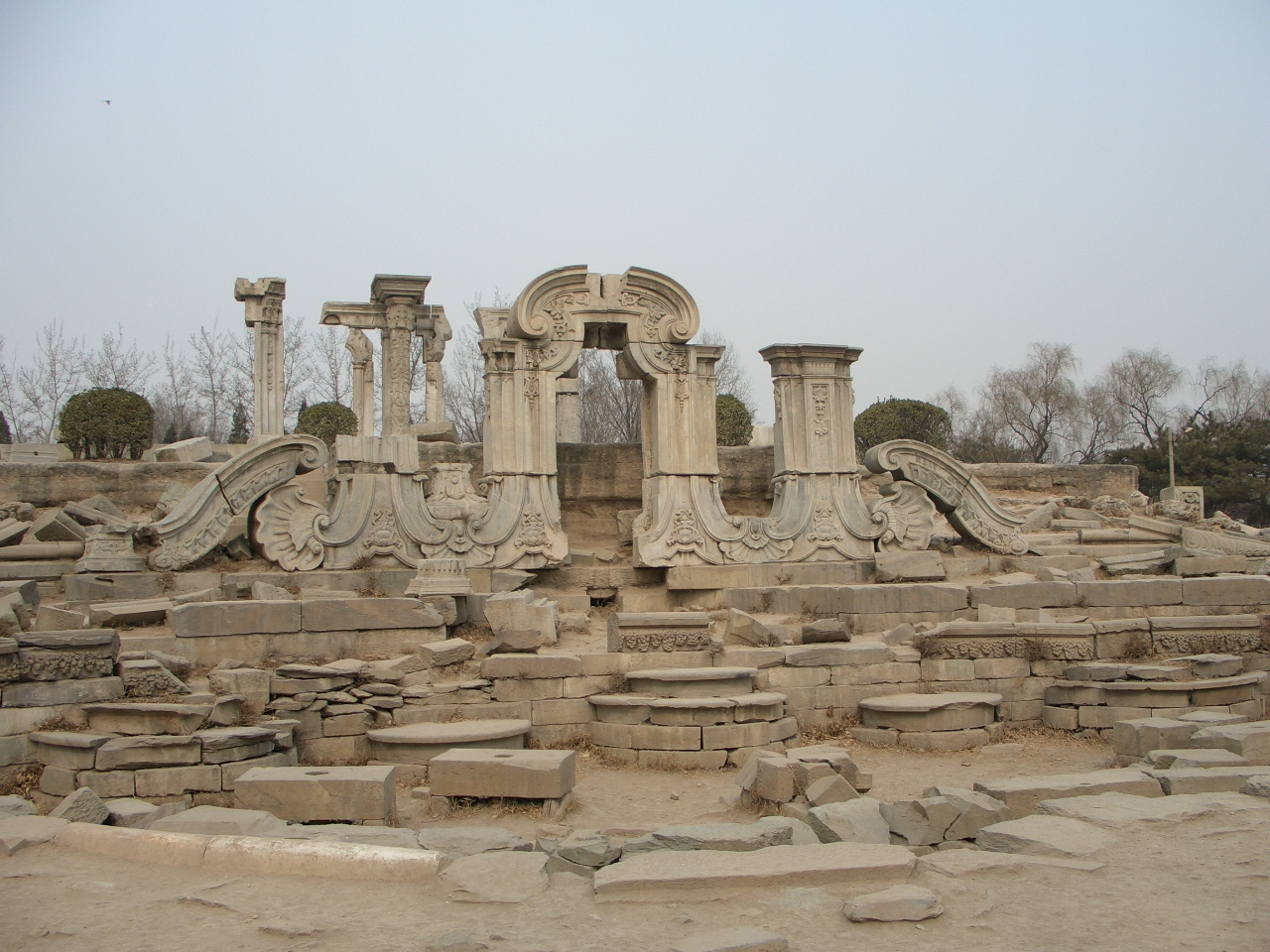
대수법 유지

## 평가
청대 궁정회화는 강희제에서 옹정제를 거쳐 건륭제 시기에 가장 번성하였다. 강희제 재위 말기에 카스틸리오네가 중국 왕실에 옴에 따라, 청대 궁정회화는 서양의 영향을 받기 시작하였다. 그의 뒤를 이어 아티레(Jean Denis Attiret, 중국명: 王致誠 또는 巴德尼, 1702년 ~ 1768년), 시켈바르트(Ignatius Sichelbarth, 중국명: 艾啓蒙, 1708년 ~ 1780년), 프와로(Louis de Poirot, 중국명: 賀淸泰, 1735년 ~ 1814년), 다마센(John Damascene, 중국명: 安德義, ? ~ 1781년), 판지(Joseph Panzi, 중국명: 潘廷章, 1733년 ~ 1812년?) 등 많은 유럽인들이 중국에 왔으며, 이들은 중국 화가들과 중국과 서양의 양식을 결합한 새로운 화풍을 만들어나갔다. 그리하여 궁정회화는 명암과 원근법을 중시하고, 당시의 주요 사건을 그림에 담는 등 서양의 영향을 강하게 받았다. 이들 선교사 화가들이 유화와 동판 에칭 기법을 중국에 들여와 두 장르의 회화가 청 왕실에 처음으로 나타나기 시작했다.
이와 같은 새로운 작품들은 전통적 중국 회화를 수호하던 화가들로부터 경직되고 부자연스러우며 조화롭지 못하다는 질책을 받았다. 추일계(鄒一桂, 1686년 ~ 1772년)는 “서양 사람들은 기하학에 능하기 때문에 명암과 원근이 정확하다. 그러나 이는 숙련된 장인의 산물일뿐 예술작품은 아니다.”라고 비판하였다. 그러나 중국과 서양의 양식을 결합한 그림들의 출현은 중요한 의의를 지닌 현상으로, 이는 전통 중국 회화를 공격하는 동시에 보완하는 역할을 하였다. 건륭제는 서양화법의 기록적이고 장식적 기능을 활용하여 전통 수묵화를 풍부히 하고 이를 정치적으로 활용하는 데에 주목하였고, 카스틸리오네의 화법이 지닌 사실성을 형사(形似, 눈에 보이는 것을 그대로 옮겨 놓은 그림)와 동일시함으로써 사의(寫意, 그림에서 사물의 형태보다는 그 내용이나 정신에 치중하여 그리는 일)에 미치지 못하는 낮은 단계로 보았다.
중국에서 활동한 유럽 화가들 역시 중국 회화의 영향을 받았고 전통 중국 회화를 바탕으로 다양한 표현 기법을 사용할 수 있었다. 이와 같은 현상이 특히 초상화에서 분명하게 드러났으며, 유럽 화가들은 정해진 곳에 빛을 가함으로서 입체적 효과를 주고자 한 반면, 중국의 화가들은 얼굴을 선명하게 표현하기 위해 정면에서 빛을 비추었다. 카스틸리오네는 황제와 왕실의 여인들을 그릴 때 얼굴에 측명광은 사용하지 않았으며, 동시에 빛의 강도를 줄여 얼굴에 음영이 나타나지 않도록 주의를 기울였다.
카스틸리오네의 중국의 전통화풍과 혼합된 서양화법은 궁정화단을 중심으로 마진(馬晉, 1900년 ~ 1970년)과 황족 출신 화가 부설재(溥雪齋) 등에게 계승되었고 베이징을 중심으로 근대 화단에까지 영향을 주었다.

## 드라마
- (중국어)  24부작, 중국중앙텔레비전(CCTV), 2005년.

## 같이 보기
- 예수회
- 중국의 기독교
- 건륭제
- 원명원